# Kabinett Kielsen VI
Das Kabinett Kielsen VI ist die 24. Regierung Grönlands. Sie ersetzte die vorangegangene Minderheitsregierung, indem die bisher als Stützpartei fungierenden Demokraatit in die Regierung eintreten.

## Entstehung, Bestehen und Zerfall
Das Kabinett Kielsen VI ist das vierte Kabinett seit der Parlamentswahl 2018. Am 7. Mai 2020 gaben die Demokraatit, die bisher das Kabinett Kielsen V gestützt hatten, bekannt, dass sie erwägen Teil der Koalition zu werden. Am 29. Mai 2020 präsentierte Premierminister Kim Kielsen schließlich die neue Koalition aus Siumut, Demokraatit und Nunatta Qitornai. Dabei wurde das bisherige Kabinett um drei Minister ergänzt, sodass keiner der bisherigen Minister weichen musste, womit das Kabinett nun aus zehn Ministern besteht.
Am 8. Februar 2021 kündigte der Vorsitzende der Demokraatit, Jens Frederik Nielsen, die Regierungszusammenarbeit. Vorausgegangen war ein langer Konflikt um das Bergbauprojekt am Berg Kuannersuit bei Narsaq. Die Siumut und die Demokraatit waren Unterstützer des Projekts, bei dem unter anderem Uran abgebaut werden soll. Nachdem Erik Jensen Ende November 2020 den Parteivorsitz der Siumut übernommen hatte, gab das neue Parteipräsidium jedoch bekannt, im Gegensatz zu Kim Kielsen nicht mehr länger Unterstützer von Kuannersuit zu sein, woraufhin die Demokraatit die Zusammenarbeit beendeten. Zuvor waren Gespräche um eine Übernahme der Regierung durch Erik Jensen aus Uneinigkeit (in wohl gerade dieser Frage) gescheitert. Wenig später gab Kim Kielsen die Verteilung der Ministerposten der drei ausgeschiedenen Minister der Demokraatit bekannt. Erik Jensen leitete daraufhin Koalitionsgespräche mit Inuit Ataqatigiit, Partii Naleraq und Atassut ein. Am 9. Februar schloss die Inuit Ataqatigiit, die als einziges eine Mehrheit hätte schaffen können, eine Zusammenarbeit aus und forderte wie die übrigen Oppositionsparteien Neuwahlen.
Am 16. Februar erkannte die Opposition die Regierung als geschäftsführend für den Rest der Legislaturperiode an, während das Parlament Neuwahlen für den 6. April 2021 ansetzte. Am 23. April 2021 wird die Regierung durch das Kabinett Egede I abgelöst.

## Kabinett
| Minister                              | Ministerium                                              | Anmerkung                               |
| ------------------------------------- | -------------------------------------------------------- | --------------------------------------- |
| Kim Kielsen (Siumut)                  | Premierminister                                          | bis zum 8. Februar 2021                 |
| Kim Kielsen (Siumut)                  | Premierminister und Äußeres und Energie                  | ab dem 8. Februar 2021 (interim)        |
| Martha Abelsen (Siumut)               | Soziales, Familie und Justiz                             | bis zum 8. Februar 2021                 |
| Martha Abelsen (Siumut)               | Soziales, Familie, Justiz und Gesundheit                 | ab dem 8. Februar 2021 (interim)        |
| Ane Lone Bagger (Siumut)              | Bildung, Kultur und Kirche                               | bis zum 31. Juli 2020                   |
| Karl Frederik Danielsen (Siumut)      | Wohnungswesen und Infrastruktur                          |                                         |
| Karl Frederik Danielsen (Siumut)      | Wohnungswesen, Infrastruktur, Bildung, Kultur und Kirche | 31. Juli bis 5. November 2020 (interim) |
| Katti Frederiksen (Siumut)            | Bildung, Kultur und Kirche                               | ab dem 5. November 2020                 |
| Jens Immanuelsen (Siumut)             | Fischerei, Jagd und Landwirtschaft                       |                                         |
| Steen Lynge (Demokraatit)             | Äußeres und Energie                                      | bis zum 8. Februar 2021                 |
| Jens Frederik Nielsen (Demokraatit)   | Erwerb und Rohstoffe                                     | bis zum 8. Februar 2021                 |
| Vittus Qujaukitsoq (Nunatta Qitornai) | Finanzen                                                 | bis zum 8. Februar 2021                 |
| Vittus Qujaukitsoq (Nunatta Qitornai) | Finanzen, Erwerb und Rohstoffe                           | ab dem 8. Februar 2021 (interim)        |
| Jess Svane (Siumut)                   | Arbeitsmarkt, Forschung und Umwelt                       |                                         |
| Anna Wangenheim (Demokraatit)         | Gesundheit                                               | bis zum 8. Februar 2021                 |